# Pallikonda
Pallikonda là một thị xã panchayat của quận Vellore thuộc bang Tamil Nadu, Ấn Độ.

## Nhân khẩu
Theo điều tra dân số năm 2001 của Ấn Độ, Pallikonda có dân số 20.678 người. Phái nam chiếm 51% tổng số dân và phái nữ chiếm 49%. Pallikonda có tỷ lệ 73% biết đọc biết viết, cao hơn tỷ lệ trung bình toàn quốc là 59,5%: tỷ lệ cho phái nam là 80%, và tỷ lệ cho phái nữ là 66%. Tại Pallikonda, 11% dân số nhỏ hơn 6 tuổi.
Đến năm 2011, dân số tại đây là 23,067 người.